# Alessandra Camarda
Alessandra Camarda (ur. 5 sierpnia 1988 roku w Bergamo) – włoska siatkarka, grająca na pozycji libero. Ma 174 cm wzrostu. Obecnie występuje w drużynie AST Latina Volley.

## Kariera
- Pallavolo Brembate Sopra 2005/06 (Serie B2)
- Volley Pisogne 2006/07 (Serie B2)
- Volley Bergamo 2007/08 (Serie B1)
- Foppapedretti Bergamo 2008–2009 (Serie A1)
- Conero Ancona 2009/10 (Serie A2)
- RC Cannes 2010/11 (Pro AF)
- AST Latina Volley 2011/12 (Serie B1)
- Volley Terracina 2012/13 (Serie B2)
- AST Latina Volley 2013/14 (Serie B1)